# Tricellaria porteri
Tricellaria porteri is een mosdiertjessoort uit de familie van de Candidae. De wetenschappelijke naam van de soort is voor het eerst geldig gepubliceerd in 1889 door MacGillivray.